# Slumber Party Massacre
Slumber Party Massacre es una película de terror de 2021 dirigida por Danishka Esterhazy y escrita por Suzanne Keilly. Se describe como una "reinvención moderna" de la película original de 1982 The Slumber Party Massacre.

## Sinopsis
En 1993, Trish Devereaux fue la única sobreviviente de una masacre cuando detuvo a Russ Thorn, un psicópata con un taladro eléctrico, durante una fiesta de pijamas en Holly Springs. Casi tres décadas después, su hija, Dana, se va a un fin de semana de chicas con sus amigas Ashley, Maeve y Breanie. La hermana de Maeve, Alix, se esconde en el auto y finalmente es aceptada para unirse al viaje. Al sufrir desperfectos mecánicos, se ven obligadas a ir al mismo campamento, rebautizado como Jolly Springs, donde Trish se enfrentó con Russ Thorn. La historia se repetirá cuando Dana y las chicas decidan tener su fiesta de pijamas en la cabaña.

## Elenco
- Hannah Gonera como Dana
- Frances Sholto-Douglas como Maeve
- Alex McGregor como Breanie
- Mila Rayne como Alix
- Reze-Tiana Wessels como Ashley
- Schelaine Bennett como Trish (adulta)
- Masali Baduza como Trish (joven)
- Rob Van Vuuren como Russ Thorn
- Jane de Wet como Jackie
- Reem Koussa como Kim
- Larissa Crafford-Lazarus como Diane
- Jennifer Steyn como Kay
- Michael Lawrence Potter como John
- Arthur Falko como Chad
- Nathan Castle como Sean
- Eden Classens como Matt
- Richard White
- Braeden Buys
- Richard Wright-Firth como Dave

## Producción
¡Shout! Factory obtuvo los derechos de 270 títulos de la biblioteca Concorde-New Horizons de Roger Corman y optó por rehacer The Slumber Party Massacre, contratando a Danishka Esterhazy para dirigirla, con Suzanne Keilly encargada del guion. La producción comenzó en Stellenbosch, Sudáfrica, en marzo de 2021. El elenco fue anunciado en abril de 2021 con posibles víctimas interpretadas por Hannah Gonera, Frances Sholto-Douglas, Alex McGregor y Mila Rayne.
El 5 de julio, en el Festival de Cine de Cannes, Raven Banner presentó el arte de ventas, revelando al comediante Rob Van Vuuren como el asesino.

## Lanzamiento
Se estrenó mundialmente en el Fantastic Fest en Austin, Texas, el 27 de septiembre de 2021. El 28 de septiembre, se lanzó el primer avance promocional. El 16  de octubre del mismo año, se estrenó en Syfy Channel.